# Ілтісит
Ілтісит, Ільтісит, Ільтисит (англ. iltisite) — рідкісний мінерал класу сульфідів та сульфосолей, галогенсульфід срібла і ртуті.

## Загальний опис
Хімічна формула: HgAgS(Cl, Br). Містить (%): Ag — 27,87; Hg — 51,82; S — 8,28; Br — 5,16; Cl — 6,82. Сингонія гексагональна. Утворюється у вигляді окремих сплощенних кристалів розміром 0,09—0,02 см. Твердість Густина 6.59. Колір червоний, буровато-червоний. Риса червона. Блиск алмазний. Злам нерівний. Спайність досконала. Крихкий. Зустрічається в асоціації з баритом, страшміритом (strashmirite), корнвалітом (cornwallite), кварцом. Уперше знайдений на родовищі Кап-Гарон, Франція (Cap Garonne Mine, Le Pradet, Var, Provence-Alpes-Côte d'Azur, France). Назва в честь М. А. Ілтіса (M. Antoine Iltis) — французький мінералог, який знайшов цей мінерал.